# Slaget ved Çeşme
Slaget ved Çeşme var et søslag, der fandt sted den 5.-7. juli 1770 under Den russisk-tyrkiske krig (1768-1774) nær og i bugten ved Çeşme, et område mellem den vestlige spids af Anatolien og øen Chios. Slaget havde tilknytning til Orlovoprøret i 1770 og blev en forløber til den græske uafhængighedskrig (1821–29), og var det første af en række søslag mellem Det russiske kejserrige og Det Osmanniske Rige, der alle endte katastrofalt for tyrkerne.

## Optakt
Den russisk-tyrkiske krig (1768-1774) var brudt ud i 1768 og Rusland sendte flere eskadrer fra sin flåde i Østersøen til Middelhavet for at trække osmannernes opmærksomhed væk fra den russiske sortehavsflåde, der på daværende tidspunkt var nyligt etableret og alene bestod af seks linjeskibe. To russiske eskadrer blev sendt ud for at lede efter den osmanniske flåde. Eskadrerne var under kommando af admiral Grigorij Spiridov og den britiske admiral og rådgiver for russerne, John Elphinstone, samt den russiske admiral med overordnet ansvar for missionen, Aleksej Orlov, øverstbefalende for Den kejserlige russiske flåde.
Den 5. juli 1770 lokaliserede den russiske flåde den osmanniske styrke, der var beliggende ved Çeşme bugten i det vestlige Anatolien øst for øen Chios. Den osmanniske styrke bestod af omkring 14 linjeskibe samt omkring seks fregatter, seks chebekker, 13 galejer og 32 mindre skibe med i alt 1.300 kanoner. Osmannerne var under kommando af Kapudan Pasha Mandalzade Hüsameddin.

## Slaget
Slaget begyndte, da osmannerne åbnede ild kl. 11:45. Ilden blev bevaret af russerne kort efter. Det lykkekdes russerne af beskadige flere af osmannernes skibe, hvoraf flere brød i brand, og omkring kl. 14 ophørte skydningen og osmannerne trak sig sydpå i en defensiv position.
Efter midnat den 7. juli følgende dag beskød russerne resterne af den osmanniske flåde og mål på land. Flere af de osmanniske skibe, herunder linjeskibene, brød i brand og adskillige blev beskadiget eller sænket. Kl. 4 om morgenen var det meste af den osmanniske flåde ødelagt. De få skibe, der havde undgået ødelæggelse blev erobret af russerne. Kampene ophrte kl. 8 om morgenen.
De russiske tab var minimale. Den 5. juli omkom 14 personer samt 636 mand på Sviatoi Evstafii, der som det eneste russiske linjeskib blev ødelagt. Den 7. juli omkom 11 mand. De osmanniske tab var langt højere.

## Betydning
Slaget ved Çeşme var det største nederlag for den osmanniske flåde siden Søslaget ved Lepanto i 1571. Den russiske sejr gav den russiske flåde stor prestige og gav russerne kontrol med Ægæerhavet i de følgende år. Det osmanniske nederlag første også til en række oprør i Det osmanniske rige, særlig i de ortodokse områder på Balkan.
Det osmanniske nederlag og det samtidige Orlovoprør medførte, at muslimske grupper udførte flere massakrer på grækere i Osmannerriget, herunder i Smyrna (Izmir), hvor 1.500 grækere blev myrdet.
Den russiske kejserinde Katarina den Store rejste fire monumenter til minde om sejren.

## Deltagende russiske skibe
| Battle line | Kanoner | Type                      |
| --- | ------- | ------------------------- |
| Evropa (a) | 66      | Slagskib (linjeskib)      |
| Sviatoi Evstafii (b) | 68      | Slagskib; sprang i luften |
| Tri Svyatitelya | 66      | Slagskib                  |
| Sviatoi Ianuarii | 66      | Slagskib                  |
| Tri Ierarcha (c) | 66      | Slagskib                  |
| Rostislav | 68      | Slagskib                  |
| Ne Tron Menya | 66      | Slagskib                  |
| Svyatoslav (d) | 84      | Slagskib                  |
| Saratov | 66      | Battleship                |
| Andre skibe | Kanoner | Type                      |
| Grom | 12      | Bombeskib                 |
| Sv. Nikolai | 26/38?  | Fregat                    |
| Afrika | 32      | Fregat                    |
| Nadezhda | 32      | Fregat                    |
| Sv. Pavel (e) | 8       | Forsyningsskib            |
| Potchtalyon (e) | 14      | Forsyningsskib            |
| Graf Tchernyshev (f) | 22      | Bevæbnet handelsskib      |
| Graf Panin (f) | 18      | Bevæbnet handelsskib      |
| Graf Orlov (f) | 18      | Bevæbnet handelsskib      |
| Tabel 1: Russiske skibe. Slagskibe (linjeskibe) er angivet i den rækkefølge de kom i kamp. Orlovs eskadre er angivet med lyserød, Spiridovs med blå og Elphinstones med gul. Noter: (a) Kaptajn Klokatchev; (b) Spiridovs flagskib, kaptajn Kruse; (c) Orlovs flagskib, kaptajn Greig; (d) Elphinstones flagskib; (e) en eller begge til stede; (f) lejede engelske skibe, der støttede flåden |         |                           |